# Gliese 876 c
Gliese 876 c je egzoplanet u orbiti oko zvijezde Gliese 876, za koju se procjenjuje da je udaljena 15,3 svjetlosnih godina. Drugi je otkriveni planet u tom sustavu.